# Dimitar Sasselov
Dimitar D. Sasselov (en bulgare Димитър Д. Съселов), né en 1961, est un astronome bulgare vivant aux États-Unis. Il est professeur d'astronomie à l'université Harvard et directeur de la Harvard Origins of Life Initiative. En 2002, Sasselov était à la tête du groupe de chercheurs qui ont découvert la planète connue la plus éloignée dans la Voie lactée.